# … a hosté
… a hosté (alternativní název Richard Müller a hosté) je šesté sólové album, které nahrál Richard Müller a zároveň první zpívané česky. Album vydalo v roce 2000 hudební vydavatelství Universal Music, produkovali ho Michal Horáček, Oskar Rózsa a Richard Müller. Texty všech 10 písní napsal Horáček, na hudbě se podíleli Ivan Tásler (4 skladby), Jaro Filip (3), a po jedné písni složili Müller, Marián Čekovský a Petr Hapka.
Název alba je inspirován skutečností, že na většině písní zpívají vedle Müllera i jiní čeští a slovenští umělci jako hosté; mezi nimi se objevili Anna K., Hana Hegerová, Iva Bittová, Vladimír Brabec nebo David Koller a Robert Kodym z kapely Lucie. Řada skladeb z alba se stala hity, např. „Nina Ricci“, „Srdce jako kníže Rohan“ nebo „Baroko“ (s účastí sedmi hostů).

## Seznam skladeb
1. Nina Ricci (I. Tásler / M. Horáček), host: Rút Horáčková
2. Srdce jako kníže Rohan (I. Tásler / M. Horáček), host: Ivan Tásler
3. Až povezou mě na lafetě (J. Filip / M. Horáček)
4. Flétnu do žita (J. Filip / M. Horáček), hosté: David Koller, Robert Kodym
5. Štvanice (M. Čekovský / M. Horáček), host: Michal Horáček
6. Baroko (I.Tásler / M. Horáček), hosté: Anna K., Ivan Tásler, Rado "Vrabec" Orth, Robo Opatovský, Marián Čekovský, Sylvia Josifoská, Baška Briestenská
7. Duch versus Lapiduch (I. Tásler / M. Horáček), host: Vladimír Brabec
8. Zemdlené tisíciletí (J. Filip / M. Horáček)
9. Stín stíhá stín (P. Hapka / M. Horáček), host: Hana Hegerová
10. Stane se, že… (R. Müller / M. Horáček), host: Iva Bittová